# 4-Cl-3-MMC
4-Cl-3-MMC（4-Chloro-3-Methylmethcathinone）は置換型カチノンファミリーの化合物である。精神刺激作用があり、デザイナードラッグとして販売されている。2021年にスウェーデンで初めて確認された。イタリアとフィンランドでは違法であり、他の様々な管轄区域でも一般法の下で違法である。